# NMEA 2000
NMEA 2000 – protokół używany do tworzenia sieci urządzeń elektronicznych, głównie morskich instrumentów nawigacyjnych. Różne instrumenty, które stosują protokół NMEA 2000 są podłączone w topologii magistrali.

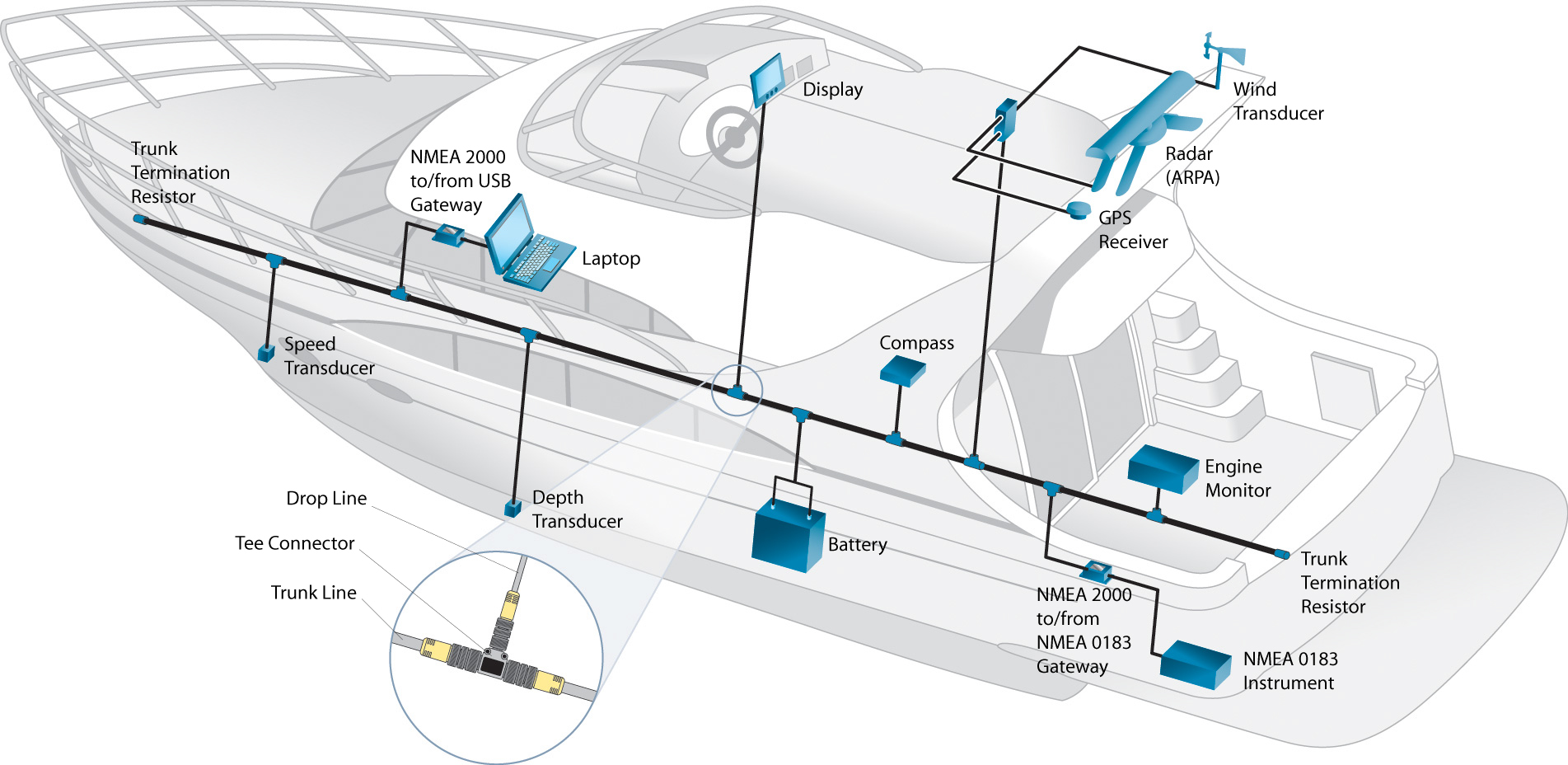
przykładowa sieć NMEA 2000

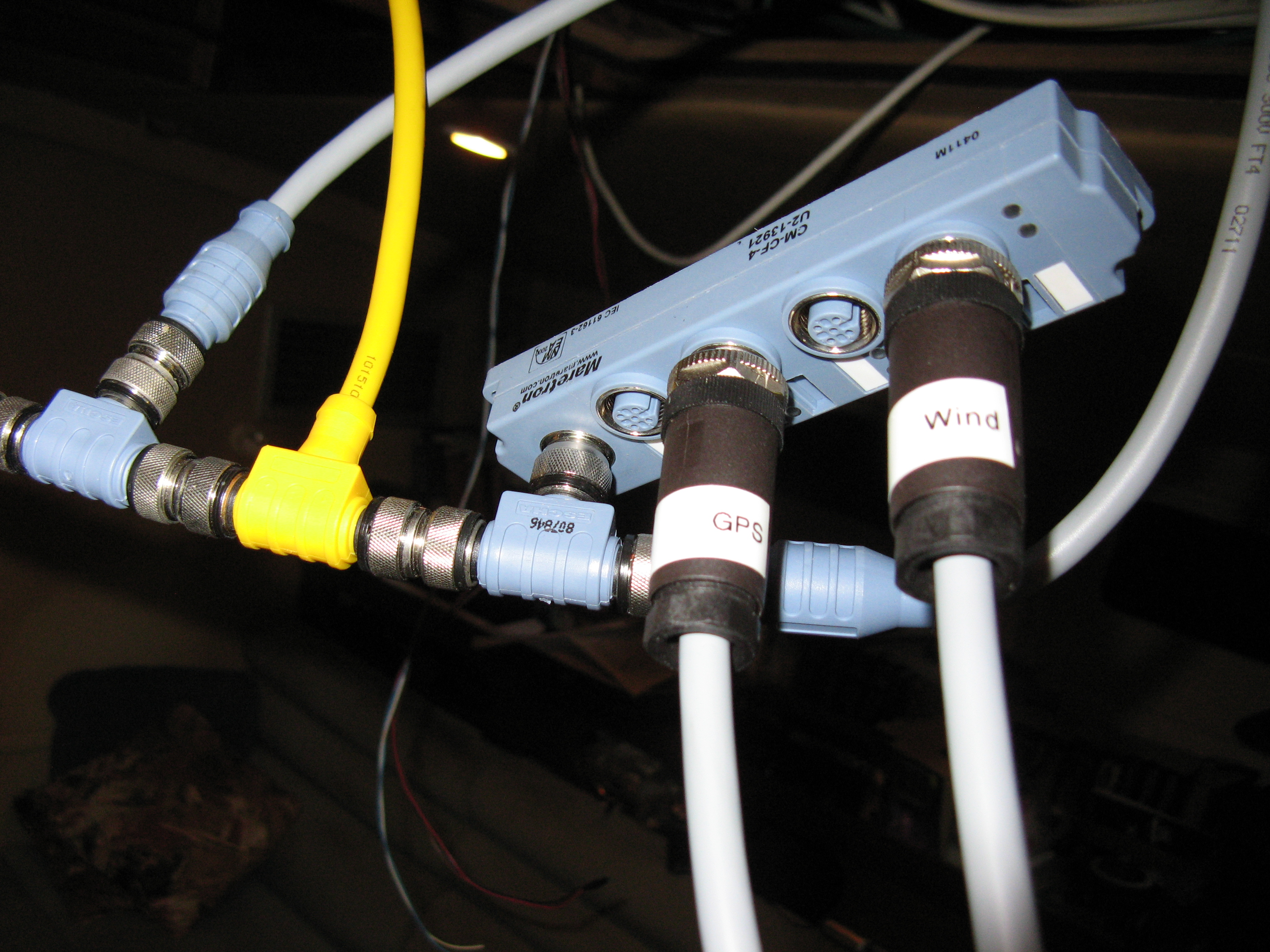
elementy okablowania NMEA 2000 (z T-conectorem zasilającym)

Przykłady morskich urządzeń elektronicznych mogących stosować protokół: odbiorniki nawigacji stelitarnej (GPS, Glonass, BeiDou, Galileo i inne), plotery map, logi, echosondy, wiatromierze, kompasy, żyrokompasy, radary, autopiloty. Łączność między instrumentami pozwala na przykład na korektę kursu przez autopilota na podstawie wskazań GPS.
NMEA 2000 stworzony został przez amerykańską firmę National Marine Electronics Association (NMEA). 
NMEA 2000 wzorowany był na standardzie SAE J1939 (pierwotnie opracowanym dla potrzeb przemysłu motoryzacyjnego) opartym na standardzie CAN. Urządzenia standardów NMEA 2000 i SAE J1939 mogą współistnieć w tej samej sieci fizycznej.
NMEA 2000 można uważać za następcę NMEA 0183. Nie są one jednak kompatybilne. NMEA 2000 ma znacznie wyższą szybkość transmisji danych (250k bitów/sekundę, NMEA 0183 – jedynie 38600 bitów/sekundę). W NMEA 2000 stosowane jest binarne kodowanie danych, w przeciwieństwie do kodowania ASCII stosowanego w NMEA 0183. NMEA 2000 dopuszcza wiele nadajników i wiele odbiorników, natomiast NMEA 0183 dopuszcza tylko jeden nadajnik.

## PGN
Dane w sieci przesyłane są w formie komunikatów PGN (Parameter Group Number). Przykładowe PGNy
| PGN    | description                                                                | Opis                                                          |
| ------ | -------------------------------------------------------------------------- | ------------------------------------------------------------- |
| 59392  | ISO acknowledgment                                                         | Potwierdzenie ISO                                             |
| 59904  | ISO request                                                                | Żądanie ISO                                                   |
| 60160  | ISO transport protocol: Data transfer                                      | Protokół transportowy ISO: przesyłanie danych                 |
| 60416  | ISO transport protocol: Connection management                              | Protokół transportowy ISO: zarządzenie połączeniami           |
| 60928  | ISO address claimed                                                        | Uzyskano adres ISO                                            |
| 65030  | Generator average basic AC quantities (GAAC)                               | Generator średniej podstawowej ilości AC (GAAC)               |
| 65240  | Commanded address                                                          | Uzyskany adres                                                |
| 126208 | Request group function                                                     | Żądanie funkcji grupowej                                      |
| 126464 | Transmit and receive PGN list group function                               | Grupowa funkcja Transmisja/Odbieranie listy PGN               |
| 126983 | Alert                                                                      |                                                               |
| 126984 | Alert Response                                                             | Odpowiedź na alarm                                            |
| 126985 | Alert text                                                                 | Tekst alarmu                                                  |
| 126987 | Alert threshold                                                            | Próg alarmu                                                   |
| 126988 | Alert value                                                                | Wartość alarmu                                                |
| 126992 | System time                                                                | Czas systemowy                                                |
| 126996 | Product information                                                        | Informacje o produkcie                                        |
| 126998 | Configuration information                                                  | Informacje na temat konfiguracji                              |
| 127237 | Heading/track control                                                      | Kontrola kursu/śladu                                          |
| 127245 | Rudder                                                                     | Ster                                                          |
| 127250 | Vessel heading                                                             | Kurs jednostki                                                |
| 127251 | Rate of turn                                                               | Prędkość zwrotu                                               |
| 127257 | Attitude                                                                   | Orientacja w przestrzeni                                      |
| 127258 | Magnetic variance                                                          | Deklinacja magnetyczna                                        |
| 127488 | Engine parameters: Rapid update                                            | Parametry silnika: szybka aktualizacja                        |
| 127489 | Engine parameters: Dynamic                                                 | Parametry silnika: Dynamiczne                                 |
| 127493 | Transmission parameters: Dynamic                                           | Parametry transmisji: Dynamiczne                              |
| 127497 | Trip parameters: Engine                                                    | Parametry podróży: silnik                                     |
| 127498 | Engine parameters: Static                                                  | Parametry silnika: statyczne                                  |
| 127503 | AC input status (obsolete)                                                 | Stan wejścia AC (zdezaktualizowane)                           |
| 127504 | AC output status (obsolete)                                                | Stan wyjścia AC (zdezaktualizowane)                           |
| 127505 | Fluid level                                                                | Poziom płynu                                                  |
| 127506 | DC detailed status                                                         | Szczegółowy stan DC                                           |
| 127507 | Charger status                                                             | Stan ładowarki                                                |
| 127508 | Battery status                                                             | Stan naładowania baterii                                      |
| 127509 | Inverter status                                                            | Stan falownika                                                |
| 128000 | Nautical leeway angle                                                      | Dryf                                                          |
| 128259 | Speed: Water referenced                                                    | Prędkość względem wody (po wodzie)                            |
| 128267 | Water depth                                                                | Głębokość wody                                                |
| 128275 | Distance log                                                               |                                                               |
| 129025 | Position: Rapid update                                                     | Pozycja: szybka aktualizacja                                  |
| 129026 | COG and SOG: Rapid update                                                  | Kąd drogi nad dnem i prędkość nad dnem                        |
| 129029 | GNSS position data                                                         | Dane pozycji GNSS                                             |
| 129033 | Local Time Offset                                                          |                                                               |
| 129038 | AIS Class A Position Report (AIS VHF Data-link message 1,2 & 3)            | Raport pozycji AIS klasy A (wiadomość 1, 2, 3)                |
| 129039 | AIS Class B Position Report (AIS VHF Data-link message 18)                 | Raport pozycji AIS klasy B (wiadomość 18)                     |
| 129040 | AIS Class B Extended Position Report (AIS VHF Data-link message 19)        | Rozszerzony raport pozycji B klasy AIS                        |
| 129041 | AIS Aids to Navigation (AtoN) Report (AIS VHF Data-link message 21)        |                                                               |
| 129044 | Datum                                                                      | Układ odniesienia                                             |
| 129283 | Cross track error                                                          | Błąd zejścia z trasy                                          |
| 129284 | Navigation data                                                            | Dane nawigacyjne                                              |
| 129285 | Navigation: Route, waypoint information                                    | Nawigacja: informacje o trasie i punktach trasy               |
| 129291 | Set & Drift, Rapid Update                                                  |                                                               |
| 129539 | GNSS DOPs                                                                  | GNSS błędy DOP                                                |
| 129540 | GNSS satellites in view                                                    | Widoczne satelity GNSS                                        |
| 129547 | GNSS Pseudorange Error Statistics                                          |                                                               |
| 129793 | AIS UTC and Date Report (AIS VHF Data-link message 4)                      |                                                               |
| 129794 | AIS Class A Static and Voyage Related Data (AIS VHF Data-link message 5)   | Dane statyczne i związane z podróżą AIS klasy A (wiadomość 5) |
| 129795 | AIS Addressed Binary Message (AIS VHF Data-link message 6)                 |                                                               |
| 129797 | AIS Binary Broadcast Message (AIS VHF Data-link message 8)                 |                                                               |
| 129798 | AIS SAR Aircraft Position Report (AIS VHF Data-link message 9)             | Lotniczy raport pozycji AIS SAR                               |
| 129799 | Radio frequency/mode/power                                                 | Częstotliwość/tryb/moc radia                                  |
| 129801 | AIS Addressed Safety Related Message (AIS VHF Data-link message 12)        |                                                               |
| 129802 | AIS Safety Related Broadcast Message (AIS VHF Data-link message 14)        | Komunikat związany z bezpieczeństwem AIS                      |
| 129808 | DSC call Information                                                       | Informacja o wywołaniu DSC                                    |
| 129809 | AIS Class B 'CS' Static Data Report, Part A (AIS VHF Data-link message 24) | Raport danych statycznych „CS” B klasy AIS, część A           |
| 129810 | AIS Class B 'CS' Static Data Report, Part B (AIS VHF Data-link message 24) | Raport danych statycznych „CS” B klasy AIS, część B           |
| 129811 | AIS Single Slot Binary Message (AIS VHF Data-link message 25)              |                                                               |
| 129812 | AIS Multi Slot Binary Message (AIS VHF Data-link message 26)               |                                                               |
| 130060 | Label                                                                      | Etykieta                                                      |
| 130306 | Wind data                                                                  | Dane o wietrze                                                |
| 130310 | Environmental parameters (obsolete)                                        | Parametry środowiskowe (zdezaktualizowane)                    |
| 130311 | Environmental parameters (obsolete)                                        | Parametry środowiskowe (zdezaktualizowane)                    |
| 130312 | Temperature (obsolete)                                                     | Temperatura (zdezaktualizowane)                               |
| 130313 | Humidity                                                                   | Wilgotność                                                    |
| 130314 | Actual pressure                                                            | Rzeczywiste ciśnienie                                         |
| 130316 | Temperature: Extended range                                                | Temperatura: rozszerzony zakres                               |
| 130576 | Trim tab status                                                            | Stan klapy trymującej                                         |
| 130577 | Direction data                                                             | Dane dotyczące kierunku                                       |
| 130578 | Vessel Speed Component                                                     |                                                               |

## Budowa sieci

Sposób przesyłu informacji w sieci NMEA 2000 jest zgodny z normą ISO11898-2

Sieci NMEA 2000, (podobnie jak sieci SAE J1939), zbudowana jest w topologii magistrali.
Urządzenia połączone są 4-przewodowym, ekranowanym kablem. Dwa skręcone przewody służą do zasilania, dwa – także skręcone ze sobą – służą do przesyłania danych. Ekran kabla redukuje zakłócenia.  
| pin | kolor      | nazwa | napięcie      | przeznaczenie |
| --- | ---------- | ----- | ------------- | ------------- |
| 1   | metaliczny | Can_D | 0             | Ekranowanie   |
| 2   | czerwony   | Can_S | +12 V         | Zasilanie     |
| 3   | czarny     | Can_C | GND           | Zasilanie     |
| 4   | biały      | Can_H | +2,5 V +3,5 V | Dane (High)   |
| 5   | niebieski  | Can_L | +1,5 V +2,5 V | Dane (Low)    |

Urządzenia przyłączane są do magistrali za pomocą trójnika (T-connector). Magistrala zakończona jest na obu końcach opornikiem łączącym przewody sygnałowe (120 Om, 1%, 1/4 W). Maksymalna odległość pomiędzy dwoma trójnikami wynosi 100 metrów, maksymalna odległość dowolnego urządzenia od trójnika magistrali wynosi 6 metrów.

## Okablowanie i połączenia

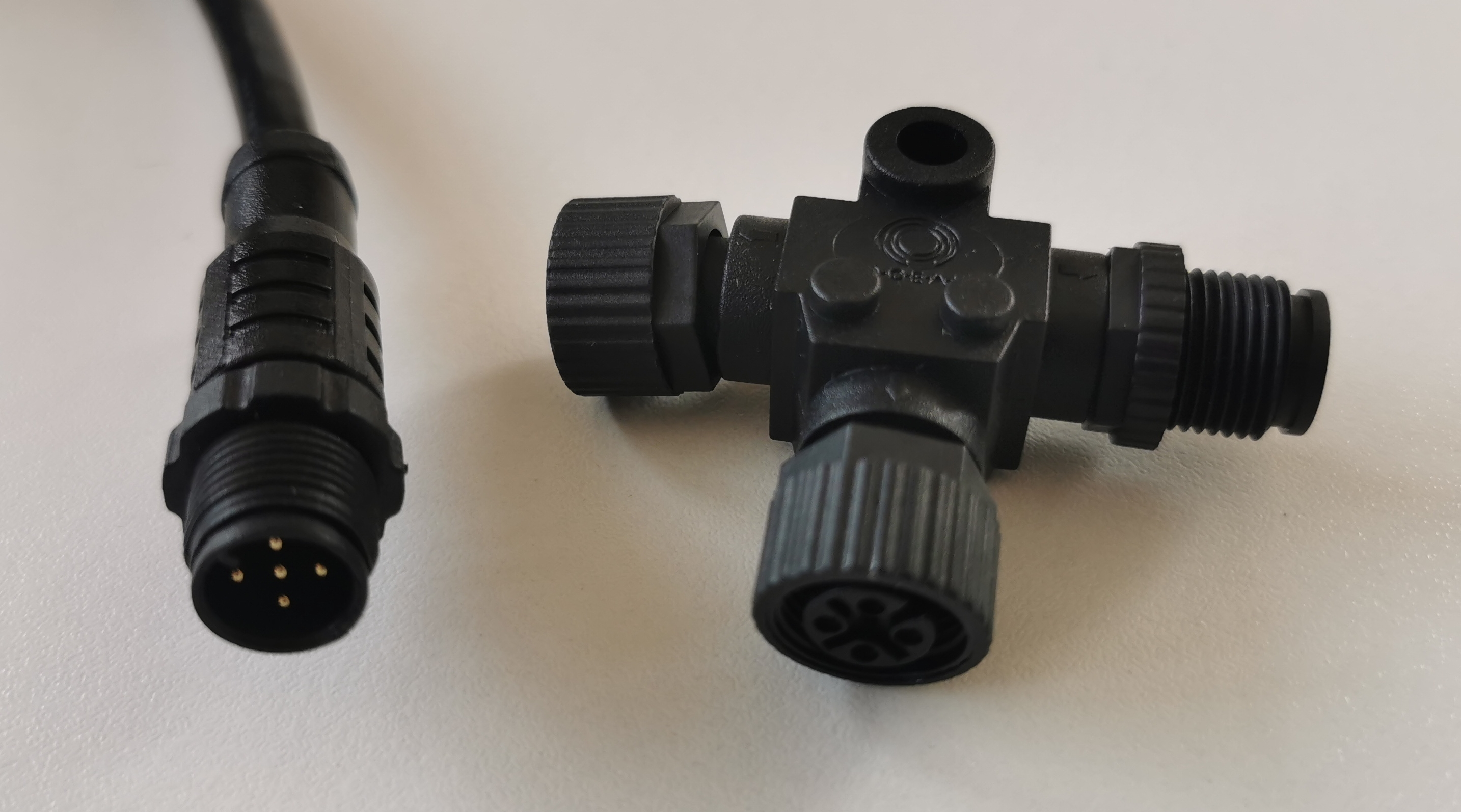
NMEA 2000. Trójnik oraz wtyczka rozmiaru micro (M12).

Okablowaniem zatwierdzonym przez NMEA do użytku w sieciach NMEA 2000 jest DeviceNet – standard okablowania kontrolowany przez Open DeviceNet Vendors Association. Takie systemy okablowania mogą być oznaczone „NMEA 2000 Approved”. DeviceNet określa poziom ekranowania, rozmiary przewodów, odporność na warunki atmosferyczne i elastyczność, które niekoniecznie są spełnione przez inne rozwiązania okablowania sprzedawane jako kompatybilne z „NMEA 2000”.
Istnieją dwa rozmiary złącz standardu: 
- „mini” (lub „thick”) – 5-pinowe złącze 7/8" (gwint calowy, 7/8 cala), prąd do 8 amperów,
- „micro” (lub „thin”) – 5-pinowe złącze M12 (gwint metryczny, 12 mm), prąd do 3 amperów.

Kabel mini jest używany przede wszystkim jako główna magistrala dla sieci na dużych statkach (20 m i dłuższych), natomiast przyłącza do poszczególnych urządzeń wykonane są kablem micro. Sieci na mniejszych statkach często są wykonane w całości z przewodów rozmiaru micro.
Sieć NMEA 2000, nie jest elektrycznie zgodna z NMEA 0183. Jeśli mają ze sobą współpracować urządzenia obu standardów konieczne jest stosowanie konwerterów. Podłączenie do sieci komputera także wymaga stosowania konwertera. 

## Certyfikacja urządzeń
Urządzenia po przejściu procesu certyfikacji nadzorowanego przez NMEA mogą być oznaczone logiem "NMEA 2000 Certified".
Proces certyfikacji ma zapewnić, że produkty pochodzące od różnych producentów będą wymieniały dane i współistniały w jednej sieci. 

## NMEA 2000 i sieci własne producentów
Wielu producentów, w tym Simrad (Simnet), Raymarine (SeaTalk NG), Stowe (Dataline 2000), Brunswick Corporation (SmartCraft), ma własne sieci, które są zgodne z lub zbliżone do NMEA 2000. Niektóre z nich, takie jak Simnet i SeaTalk NG, są standardem NMEA 2000, ale używają własnych, zastrzeżonych, niestandardowych i drogich złączy i okablowania. Dostępne są adaptery do konwersji do standardowego złącza NMEA 2000, lub użytkownik może po prostu usunąć niestandardową wtyczkę i podłączyć kable bezpośrednio. 